# Unfriended: Dark Web
Unfriended: Dark Web es una película estadounidense de metraje encontrado y terror escrita y dirigida por Stephen Susco y protagonizada por Colin Woodell, Rebecca Rittenhouse, Betty Gabriel, Connor Del Rio y Andrew Lees. Es una secuela independiente de la película de 2015 Unfriended, y sigue a un grupo de amigos quiénes encuentran un portátil que tiene acceso a la web oscura. Dándose cuenta, momentos después, de que están siendo observados por los dueños originales, un grupo de hackers cibercriminales.
La película tuvo su premier mundial en el festival South by Southwest el 21 de diciembre de 2018, y fue estrenada el 28 de diciembre de 2018, por OTL Releasing de Universal Studios y BH Tilt.de Blumhouse Productions. La película recibió críticas mixtas de los críticos y recaudó $ 16 millones en todo el mundo, contra un presupuesto de producción de $1 millón.

## Argumento
Matias O'Brien (Colin Woodell) está trabajando en una nueva computadora portátil que adquirió, originalmente perteneciente a alguien llamada Norah C. IV. Comienza a trabajar en una aplicación que está haciendo para su novia sorda Amaya (Stephanie Nogueras): la aplicación escucha la voz del usuario y publica sus palabras como lenguaje de señas en la pantalla. Sin embargo, Amaya está molesta porque la aplicación solo hace que sea conveniente para ella entenderlo, pero no para que él la entienda.
Matias sigue recibiendo mensajes para Norah de alguien llamada Erica (Alexa Mansour). Recibe una videollamada de Skype con sus amigos: el experto en tecnología Damon (Andrew Lees), el teórico de la conspiración y personalidad de YouTube AJ (Connor Del Rio), DJ Lexx (Savira Windyani) y la pareja conformada por Serena (Rebecca Rittenhouse) y Nari (Betty Gabriel), y se frustra con la computadora que se congela constantemente. Serena y Nari revelan que recientemente se comprometieron, con Serena deseando haber propuesto antes, ya que su madre está en soporte vital debido al cáncer cerebral.
Matias descubre que Erica es en realidad Norah C. Como había sacado el portátil de un contenedor perdido y encontrado en un cibercafé, se prepara para devolverlo, después de que Norah C. le exige que le devuelva su portátil. Él ve un mensaje para Norah sobre el pago que recibieron por un video. Curioso, conversa con esta persona misteriosa. El usuario, Charon68, habla con Matias a través de un tablero de mensajes llamado "The River". Los amigos de Matias miran sus acciones a través de una pantalla compartida y descubren diez millones de dólares en bitcoin, y AJ reconoce esto como la red oscura. El usuario menciona un video, así como Trepanación. Sintiéndose perturbado, deja de hablar con Charon68.
Damon se da cuenta de que "Norah C." es "Charon" deletreado al revés. Matias encuentra videos ocultos, la mayoría de los cuales son de niñas torturadas. Luego busca la dirección de la calle en el nombre de archivo de uno de los videos y ve que una niña desapareció allí: es Erica Dunne, la persona cuya cuenta estaba usando Norah C. Matias recibe una videollamada de Amaya. Sin embargo, ella está en la ducha. En cambio, ve una figura encapuchada que deja inconsciente a su compañera de cuarto Kelly (Chelsea Alden); la figura es Norah C., quien exige que le devuelvan la computadora portátil o matará a Amaya.
Matias se da cuenta de que Nari intenta llamar a la policía. Se detiene y dice que todo fue un juego que está haciendo ya que es la noche del juego. Sus amigos están aliviados pero molestos. Matias intenta convencer a Amaya para que venga con él. Ella todavía está molesta, pensando que él no está haciendo un esfuerzo por aprender el lenguaje de señas americano para ella. Matias admite que se asustó cuando el instructor dijo lo difícil que podría ser salir con una persona sorda, pero realmente quiere que funcione para ellos. Amaya decide encontrarse con Matias, con Norah C. siguiéndola.
Para garantizar que Norah C. cumpla, Matias transfiere todas las criptomonedas de la cuenta de Norah C. a la suya. Norah C. regaña enojado a Matias por esto, pero Matias dice que recuperará el dinero y la computadora portátil con la promesa de que Amaya está a salvo y que Erica sea devuelta con su familia. Luego del retiro de dinero, Matias recibe mensajes de un grupo conocido como "The Circle", que consiste en piratas informáticos que usan variaciones de Charon como sus apodos. Norah C. alterado revela su rostro y le dice a Matias que The Circle son los piratas con los que trabaja y que si descubren que Norah C. perdió su computadora portátil los asesinarán a todos, ya que la computadora portátil podría ser usada como evidencia para llegar a todo The Circle. Matias y Norah C. los persuaden y continúan con el plan para que Norah C. recupere su computadora portátil y Amaya y Erica estén a salvo.
Múltiples cuentas con el nombre Charon se unen al video chat. Publican un video de alguien empujando a Lexx del techo de su edificio, donde estaba atendiendo una llamada. Matias le revela a sus amigos asustados que todo es real y les explica su situación. The Circle edita videos de AJ para que parezca que disparará a un centro comercial y lo reproducirá para un operador del 911. Los policías entran a su casa y The Circle piratea su computadora para reproducir el efecto de sonido de una escopeta cargada. Esto hace que los policías crean que está armado y le disparan. El círculo luego muestra imágenes de la cámara de Nari en el metro y la madre de Serena en soporte vital. Le dan a Serena un tiempo limitado para elegir entre los dos, pero ella no puede hacerlo. Cuando finaliza la cuenta regresiva, The Circle saca a su madre del soporte vital, empuja a Nari frente a un tren y mata a Serena en su casa.
Matias se va para llegar con Amaya en su bicicleta, dejando la computadora portátil abierta para que Damon pueda copiar sus archivos. Un Charon toma el control de la computadora portátil y Damon habla con The Circle, diciendo que ha estado grabando todo para que la policía lo encuentre. Otro Charon trae a Erica al armario de Matias. Damon se da cuenta de que The Circle había planeado que Matias encontrara la computadora portátil como cebo, por lo que parece que él y sus amigos cometieron los crímenes y The Circle puede evitar aún más la detección de la ley. Momentos después, un Charon cuelga a Damon de la puerta de su armario. Otro Charon escribe una confesión falsa y una nota de suicidio, lo que implica que todos se suicidaron por culpa.
Matias recibe una llamada de Amaya preguntándole dónde está. Se da cuenta de que The Circle había pirateado sus mensajes para hacer que Amaya fuera a otro lado (el almacén en el cual tenían a Erica secuestrada). Él mira con la cámara impotente mientras Amaya es atacada por un Charon. En llantos, le pregunta a The Circle por qué hicieron todo esto, y repiten un clip de él antes diciendo "es noche de juegos", revelando que esto es simplemente un entretenimiento para ellos.
Los miembros del Círculo lanzan una encuesta para decidir el destino de Matias; Mientras votan, se ríe, y no se preocupa por su propia seguridad. Erica se despierta en el departamento de Matias y va a la computadora, pidiendo ayuda, pero el video se interrumpe cuando revela un agujero en su cráneo y grita. En la calle, la encuesta alcanza hasta 23257 votos contados, con menos de un cuarto de voto para que siga con vida, Matias es atropellado por un Charon con una camioneta. Una vez hecho su trabajo y sus crímenes clavados en Matias y sus amigos, los miembros de The Circle aparecen frente a las cámaras y expresan su alegría de completar con su trabajo, ya que se revela que el punto de vista de la audiencia era en realidad desde la computadora de Charon I.

### Final alternativo (Matias es enterrado vivo)
En el segundo final, Matias le envía un mensaje de texto a Amaya para encontrarse con él en el lugar donde compartieron un beso. Llega al sitio y encuentra un agujero en el suelo con un ataúd abierto, antes de que un Charon lo noquee.
Amaya llega y llama a Matias y su teléfono sonando lo despierta. Se da cuenta de que ha sido enterrado vivo e intenta enviarle un mensaje de texto a Amaya sobre su situación, pero The Circle cambia todos sus mensajes. Cuando intenta chatear por video, The Circle pixela su boca para que Amaya no pueda leer sus labios. El destino de Matias se desconoce cuando la película termina antes de que Amaya se dé cuenta de la situación. Los miembros de The Circle aparecen frente a las cámaras y expresan su alegría de completar con su trabajo, ya que se revela que el punto de vista de la audiencia era en realidad desde la computadora de Charon I.

### Final del DVD (Ellos_Ganaron.m4v)
En el final del DVD, Matias le envía un mensaje de texto a Amaya para encontrarse con él en el lugar donde compartieron un beso. Ella llega y varios Charons la filman mientras se esconde, Matias llega en su bicicleta y los Charons salen de su escondite, detienen al dúo y The Circle lanza una encuesta para decidir su destino. La mayoría de los miembros votan no, pero Charon IX publica un mensaje grupal titulado “They_Earned_It.m4v”, que es una grabación de Matias cuando intenta negociar a Erica con Charon IV con su dinero, que se gana el respeto del otro. La mayoría de The Circle que vota sí. Los liberan y los dos se acercan y se abrazan. Mientras tanto, Erica se despierta en el departamento de Matias y va a la computadora, pidiendo ayuda y gritos.

### Final de DVD alternativo (suicidio)
En el segundo final del DVD, Matias localiza el almacén donde los Charon llevaron a Amaya. No se encuentra en ninguna parte, y toda esperanza para él parece estar perdida. Encuentra un revólver en el suelo y aparentemente comienza a considerar el suicidio. Un Charon abre una encuesta para que The Circle debata si Matias se suicidará; la película termina antes de que él tome la decisión.

## Reparto
| Personaje      | Actor original      | Actor de doblaje      |
| -------------- | ------------------- | --------------------- |
| Matías O'Brien | Colin Woodell       | José Antonio Toledano |
| Nari Jemisin   | Betty Gabriel       | Lourdes Arruti        |
| Serena Lange   | Rebecca Rittenhouse | Marisol Romero        |
| Damon Horton   | Andrew Lees         | Javier Olguín         |
| Aj Jeffcock    | Connor Del Rio      | Luis Fernando Orozco  |
| Amaya DeSoto   | Stephanie Nogueras  | Fernanda Robles       |
| DJ Lexx        | Savira Windyani     | Karen Vallejo         |
| Kelly          | Chelsea Alden       | Danann Galván         |
| Charon IV      | Douglas Tait        | Héctor Emmanuel Gómez |
| Charon V       | Rob Galés           | ¿?                    |
| Charon VI      | Kiara Beltran       | ¿?                    |
| Jack           | Bryan Adrian        | ¿?                    |
| Madre de AJ    | ¿?                  | Katalina Múzquiz      |

## Producción
Fue inicialmente anunciada en 2015, la película fue filmada en secreto a mediados de 2017.

## Estreno
Unfriended: Dark Web fue estrenada en Estados Unidos el 20 de julio de 2018. Tuvo una premier sorpresa en el South by Southwest en marzo de 2018, y posteriormente en abril de 2018 fue emitida en el Overlook Film Festival con un final enteramente diferente. Fue revelado que en julio de 2018, la película sería estrenada en cines con dos finales diferentes, que serían elegidos al azar, similar a Clue de 1985. Sin embargo, el director ha declarado que solo hay un final, y que el rumor provino de la reedición de la película después de varios exámenes de prueba.